# Cao Lei
Cao Lei (chinesisch 曹磊, Pinyin Cáo Lěi, * 24. Dezember 1983 in Qinhuangdao, Provinz Hebei, China) ist eine chinesische Gewichtheberin.

## Werdegang
Cao Lei wuchs in ihrer Geburtsstadt auf. Sie stammt aus einer vor vielen Jahren aus dem Nahen Osten nach China ausgewanderten Familie und ist islamischen Glaubens. Jetzt ist sie in Heilongjiang wohnhaft. Mit dem Gewichtheben begann sie in Qinhuangdao in der Qin Huang Dao-Sportschule schon im Alter von 10 Jahren. Ihr erster Trainer war dort Li Ting. Auch ihr Vater, Cao Guochen, war Gewichtheber. Ab 1997 trainierte sie in der Daqing Sport-Schule und seit 2002 gehört sie dem chinesischen National-Team der Gewichtheber an. In diesem wird sie unter der Oberleitung von Ma Wengquang von Ma Wenhui trainiert. Bei den Seniorinnen startete sie bei einer Größe von 1,68 Metern zunächst in der Gewichtsklasse bis 69 kg Körpergewicht (KG), wechselte dann aber in die Gewichtsklasse bei 75 kg Körpergewicht.
Im Jahre 2001 wurde sie mit 18 Jahren erstmals chinesische Meisterin. Auf der internationalen Gewichtheberbühne erschien sie im Jahre 2003. Sie belegte in diesem Jahr bei den Afro-Asiatischen Spielen in der Gewichtsklasse bis 69 kg KG mit 240 kg (100–140) im Zweikampf den 1. Platz und wurde danach in Hermosillo/Mexiko in der gleichen Gewichtsklasse auch Junioren-Weltmeisterin 2003 mit 245 kg (105–140) im Zweikampf.
Danach geriet ihre internationale Karriere etwas ins Stocken, weil sie sich bei den chinesischen Meisterschaften nicht im Vorderfeld platzieren konnte, da die Konkurrenz in China sehr war bzw. ist. 2005 siegte sie aber bei den Ost-Asien-Spielen in der Gewichtsklasse bis 75 kg KG und im Jahre 2006 auch bei den Asien-Spielen in Doha. Dort erreichte sie in der Gewichtsklasse bis 75 kg KG im Zweikampf 272 kg (120–147) und gewann damit klar vor Oo Mya Sando aus Myanmar, die 250 kg erreichte. 2006 wurde sie dann auch erstmals bei einer Weltmeisterschaft eingesetzt. Sie startete in Santo Domingo (DOM) und holte sich dort mit 268 kg (118–150) den Weltmeistertitel im Zweikampf knapp vor Nadeschda Jewstjuchina, Russland, die 267 kg erzielte.
Auch in den folgenden beiden Jahren erwies sich Cao Lei als die beste Gewichtheberin der Welt in ihrer Gewichtsklasse. Sie siegte 2007 bei der Weltmeisterschaft in Chiang Mai/Thailand und erzielte dort mit 286 kg (128–158) im Zweikampf eine persönliche Bestleistung. Dabei verwies sie Natalja Sabolotnaja aus Russland mit 281 kg auf den 2. Platz. Bei den Olympischen Spielen 2008 in Peking gewann sie mit Hilfe von Doping die Goldmedaille mit 282 kg und betrog damit Alla Waschenina aus Kasachstan, 266 kg um den Sieg. Auch Nadeschda Jewstjuchina, 264 kg, war gedopt.
Bei der Weltmeisterschaft 2009 in Goyang/Südkorea traf sie auf die nach einer zweijährigen Dopingsperre in das Wettkampfgeschehen zurückgekehrten, nunmehr für Kasachstan startenden, Russin Swetlana Podobedowa, die sich in hervorragender Form befand und mit 292 kg (132–160) vor Cao Lei, die 269 kg (121–148) erzielte, gewann, wobei zu hoffen ist, dass die Leistung der Neu-Kasachin in der Vorbereitung auf reguläre Art und Weise zustande kam.

## Doping
Die 2016 durchgeführte Serie von Doping-Nachtests zu den eingelagerten Proben der Olympischen Spiele 2008 brachte zutage, dass Cao Lei unter anderem mit Hormonen gedopt gewesen war. Das IOC disqualifizierte sie deshalb nachträglich von den Olympischen Spielen 2008 und ihre Medaille wurde aberkannt.

## Internationale Erfolge
| Jahr | Platz | Wettbewerb                       | Gewichtsklasse | |
| 2003 | 1.    | Afro-Asiatische Meisterschaft    | bis 69 kg KG   | mit 240 kg (100–140), vor Marie Therlemont, Seychellen, 210 kg u. Nansith Devi, Indien, 195 kg                              |
| 2003 | 1.    | Junioren-WM in Hermosillo/Mexiko | bis 69 kg KG   | mit 245 kg (105–140), vor Tulia Angela Mediria, Kolumbien, 237,5 kg u. Esra Ince, Türkei, 227,5 kg                          |
| 2005 | 1.    | Ostasien-Spiele                  | bis 69 kg KG   | |
| 2006 | 1.    | Asien-Spiele in Doha             | bis 75 kg KG   | mit 272 kg (120–147), vor Oo Mya Sando, Myanmar, 250 kg u. Kim Soon-hee, Südkorea, 246 kg                                   |
| 2006 | 1.    | WM in Santo Domingo (DOM)        | bis 75 kg KG   | mit 268 kg (118–150), vor Nadeschda Jewstjuchina, Russland, 267 kg (122–145) u. Zarema Kasajewa, Russland, 246 kg           |
| 2007 | 1.    | WM in Chiang Mai/Thailand        | bis 75 kg KG   | mit 286 kg (128–158), vor Natalja Sabolotnaja, Russland, 281 kg (131–150) u. Nadeschda Jewstjuchina, 278 kg (128–150)       |
| 2008 | 1.    | Asien-Meisterschaft in Kanazawa  | bis 75 kg KG   | mit 276 kg (121–155), vor Alla Waschenina, Kasachstan, 266 kg u. Sinta Darmariani, Indonesien, 224 kg                       |
| 2009 | 1.    | Ost-Asien-Spiele                 | bis 75 kg KG   | mit 252 kg (112–140), vor Wang Ja-Jhen, Taiwan, 226 kg u. Lee Aera, Südkorea, 220 kg                                        |
| 2009 | 1.    | Asien-Meisterschaften            | bis 75 kg KG   | mit 258 kg (115–143), vor Rattanachuang Watcharawadee, Thailand, 225 kg u. Yang Houqin, Macau, 225 kg                       |
| 2009 | 2.    | WM in Goyang                     | bis 75 kg KG   | mit 269 kg (121–148), hinter Swetlana Podobedowa, Kasachstan, 292 kg (132–160), vor Hripsime Churschudjan, Armenien, 267 kg |

## WM-Einzelmedaillen
- WM-Goldmedaillen: 2006/Stoßen – 2007/Stoßen
- WM/Silbermedaillen: 2006/Reißen – 2007/Reißen – 2009/Reißen – 2009/Stoßen

## Erläuterungen
- alle Wettbewerbe im Zweikampf, bestehend aus Reißen und Stoßen,
- WM = Weltmeisterschaft,
- KG = Körpergewicht,
- Die Wettbewerbe bei Olympischen Spielen gelten seit 1988 nicht mehr als Weltmeisterschaften